# Brian Matusz
Brian Robert Matusz (Grand Junction, 11 febbraio 1987 – Phoenix, 7 gennaio 2025) è stato un giocatore di baseball statunitense che ha giocato nel ruolo di lanciatore per i Baltimore Orioles nella MLB.

## Carriera

### Gli inizi
Matusz ha frequentato l'Università di San Diego in California, dove era uno dei lanciatori partenti della squadra di baseball.. Da universitario ha vinto il premio come lanciatore dell'anno della West Coast Conference nel 2007, ed è stato uno dei finalisti per il premio Roger Clemens nel 2008.
Nel draft della Major League Baseball (MLB) del 2008 venne selezionato come quarta scelta assoluta dai Baltimore Orioles.

### Leghe minori
Ha iniziato la stagione 2009 in Minor League Baseball (MiLB), prima in singolo A avanzato con i Frederick Keys, poi in doppio A con i Bowie Baysox.

### Major League Baseball

#### 2009

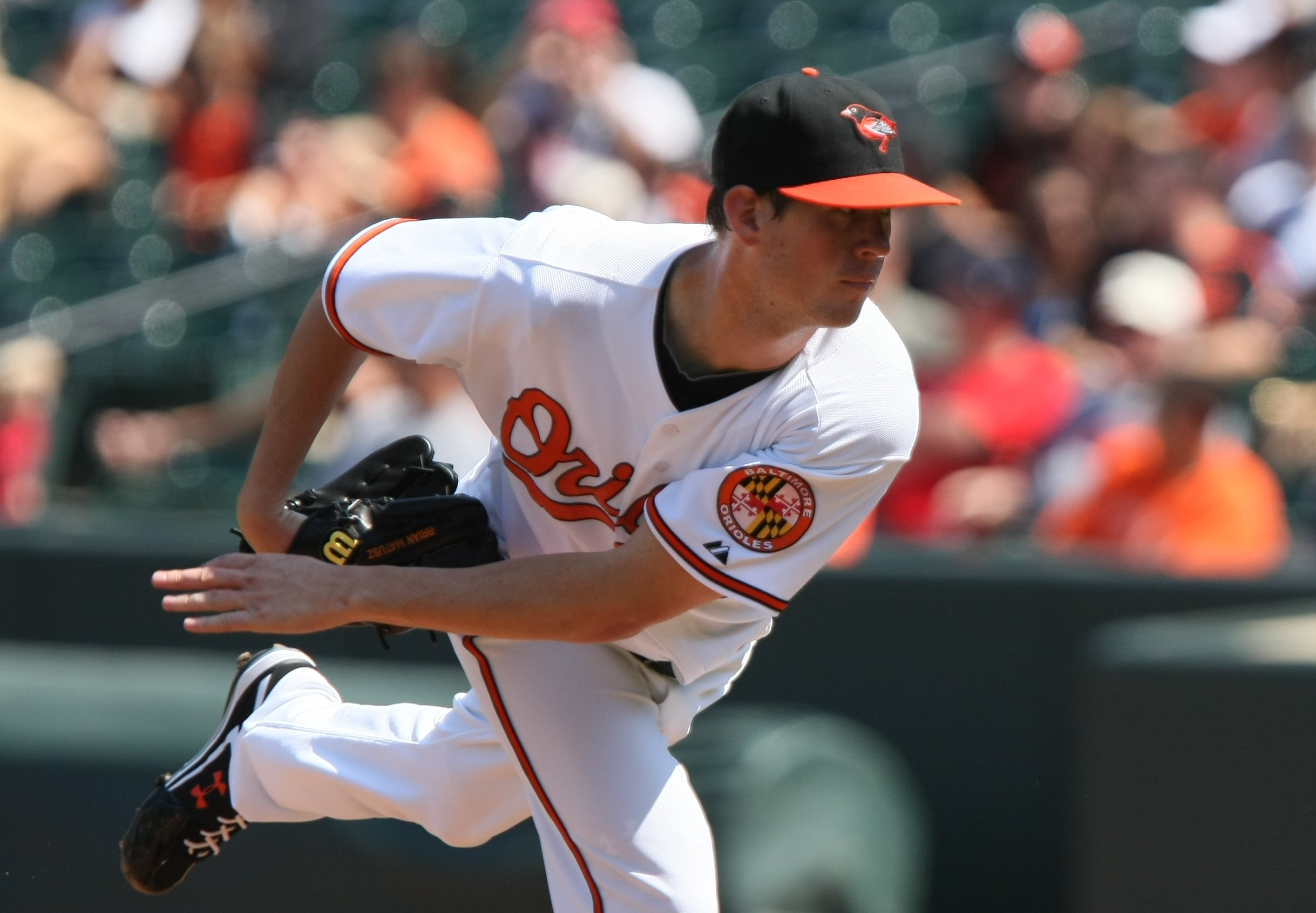
Matusz con gli Orioles nel 2009

Il suo debutto ufficiale in MLB avvenne il 4 agosto 2009 contro i rivali dei Detroit Tigers dove Matusz lanciò 5 inning concedendo 6 valide, 1 punto e ottenendo 5 strikeout.
La stagione 2009 terminò con un bilancio 5 vittorie e 2 sconfitte, 38 strikeout e una media PGL di 4.63.

#### 2010-2011

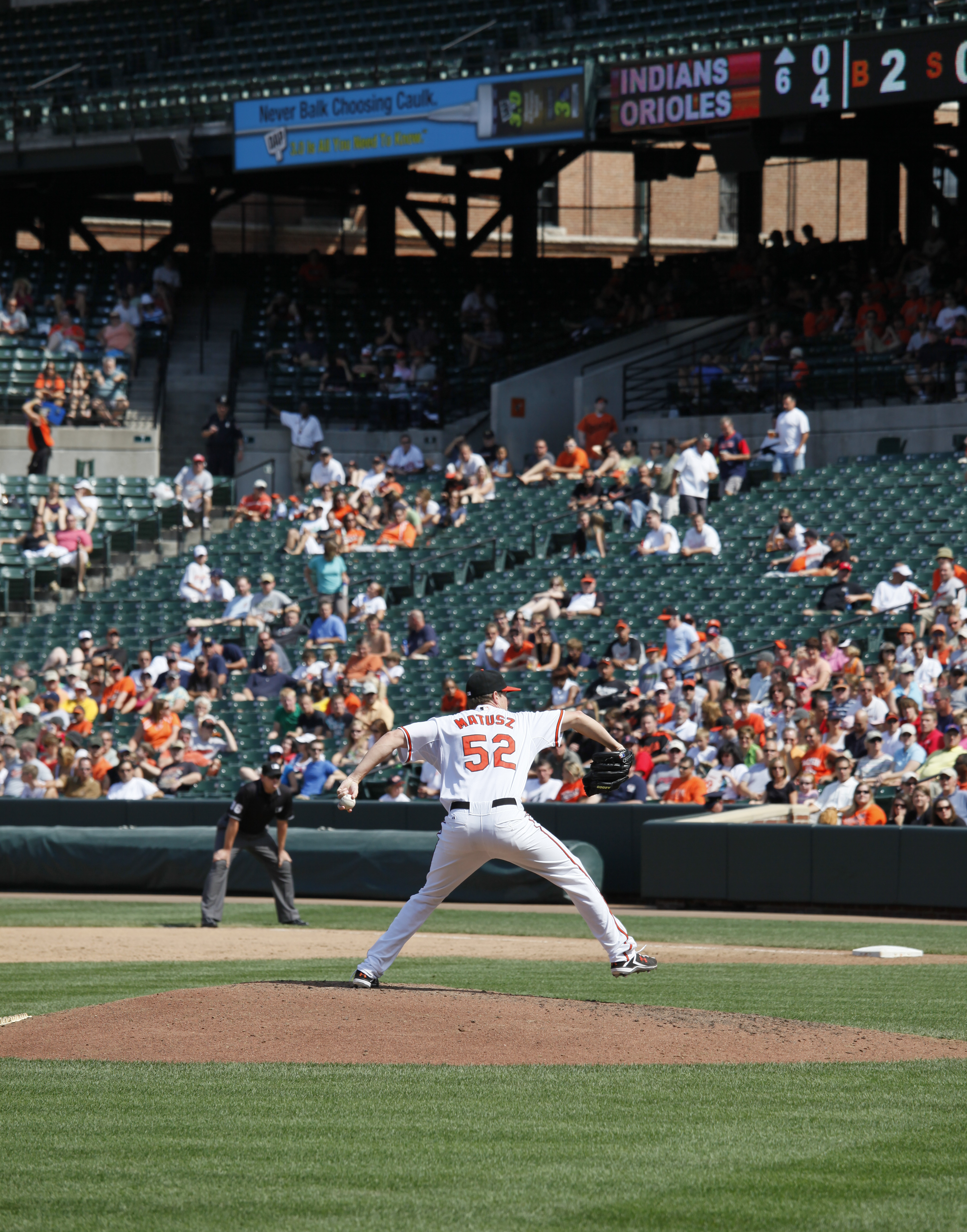
Matusz con gli Orioles durante un lancio

Nella stagione 2010 è stato inserito da Baseball America nella squadra All-Rookie delle migliori matricole della MLB. Ha chiuso la stagione regolare nella Major League con un record di 10-12 (bilancio vittorie-sconfitte), 143 strikeout e una media PGL di 4.30.
Nel 2011 ha giocato 6 partite nel mese di giugno, con un bilancio di una vittoria al fronte di quattro sconfitte. Dopo un periodo in triplo A con i Norfolk Tides, è rientrato nella rotazione dei partenti degli Orioles a metà agosto. La stagione 2011 si chiuse con un bilancio negativo di 1 vittoria e 9 sconfitte, una media PGL di 10.69 e 38 strikeout.

#### 2012-2013
Nella stagione 2012, Matusz ha cominciato nel ruolo di partente, ma dal mese di agosto è stato spostato al ruolo di lanciatore di rilievo. Nelle 18 partite giocate da rilievo ha ottenuto una media PGL di 1.35 e 19 strikeout.

## Premi
- 2007 West Coast Conference Pitcher of the Year
- 2010 Baseball America All-Rookie Team

## Salario
| Anno | Età | Squadra           | Salario    |
| ---- | --- | ----------------- | ---------- |
| 2010 | 23  | Baltimore Orioles | $1,300,000 |
| 2011 | 24  | Baltimore Orioles | $1,350,000 |
| 2012 | 25  | Baltimore Orioles | $1,350,000 |
| 2013 | 26  | Baltimore Orioles | $1,600,000 |